# Khodzhi-Gasan
Khojasan (azerbajdzjanska: Xocəsən) är en ort i Azerbajdzjan.   Den ligger i distriktet Baku, i den östra delen av landet, 11 km väster om huvudstaden Baku. Khodzhi-Gasan ligger 30 meter över havet och antalet invånare är 5 089. Den ligger vid sjön Ozero Gadzhi-Gasan.
Terrängen runt Khodzhi-Gasan är platt norrut, men söderut är den kuperad. Trakten är tätbefolkad. Närmaste större samhälle är Baku, 11,1 km öster om Khodzhi-Gasan. 
Runt Khodzhi-Gasan är det i huvudsak tätbebyggt.